# Castell de Meung-sur-Loire
El castell i parc de Meung sur Loire (en francès: Château et Parc du Château de Meung sur Loire,) és un castell-museu de França, amb un jardí adjacent que compta amb un pavelló i un arborètum de 7 hectàrees d'extensió de propietat privada, localitzat a la comuna de Meung-sur-Loire, a la regió de Centre-Vall del Loira.
L'edifici està situat a l'interior del perímetre del lloc Vall del Loira inscrit com a Patrimoni de la Humanitat de la Unesco.

## Localització
El castell està situat al sud del territori de la comuna de Meung-sur-Loire, a l'àrea urbana d'Orleans i la regió natural de la Vall del Loira.
L'edifici s'aixeca al centre de la localitat, a uns 500 m al nord del marge dret del riu Loira, a uns 750 m al sud de l'estació SNCF Meung-sur-Loire, prop de la carretera principal 18.
Les línies 8 i 9 del sistema d'autobusos departamentals "Ulys" presten servei a la comuna de Meung-sur-Loire.

## Història
Un primer castell, destinat per servir com a residència dels bisbes d'Orleans, va ser construït a mitjan segle xii en el lloc d'un monestir construït adossat a la Col·legiata de Saint-Liphard de Meung-sur-Loire.
Actualment en queden les torres encastades que flanquegen la torre de l'església, anomenades "torres Manasés de Garland" (bisbe de Orléans de 1146 a 1185).
A partir de 1209 es va iniciar la construcció d'un nou palau episcopal més important, a uns cinquanta metres de l'antic que fou transformat llavors en una presó.
Durant la Guerra dels Cent Anys, el castell es va convertir en una fortalesa anglesa comandada per John Talbot i Thomas Scales, que fou guanyada per Juana d'Arc i el duc Juan II de Alençon (Valois) el 14 de juny de 1429 durant la batalla de Meung-sur-Loire.
El poeta François Villon va ser tancat a la presó del castell de Meung l'any 1461 per ordre del bisbe d'Orleans.
Al voltant de l'any 1500 s'afegeix per l'ala nord un edifici principal, amb una torre de pont llevadís. El castell va ser abandonat a partir de les guerres de religió, al final de segle XVI fins a principis del segle xviii.
El castell fou habitat des de 1706 pel bisbe Louis-Gaston Fleuriau Armenonville qui va emprendre la transformació de l'equipament residencial i va fer un treball de recobriment de les parts que daten del segle xiii i principis del segle xvi. A ell es deu la gran façana sud-oest emmarcant un pati, i la construcció de l'ala sud.
Des de 1771 va ser la residència del bisbe Louis-Sextius Jarente de la Bruyère, que va continuar la labor iniciada per Fleuriau d'Armenonville i va decorar ricament el castell. L'any 1784 es va afegir una capella d'estil neoclàssic, decorada amb estàtues de François Delaistre. El parc es dissenya en l'estil anglès amb un riu artificial. Es van construir al parc, un templet de la música octogonal, orangerie, i una gelera

L'espanyol de l'època de la Il·lustració, polític i escriptor Pablo de Olavide va viure aquí al moment de "la Terreur" durant la revolució francesa des de 1791 fins al seu arrest l'any 1794.
A la Revolució Francesa, el castell es ven com un "ben nacional" i fou adquirit per un particular.
El parc va ser classificat el 16 de setembre de 1942. Les ruïnes de l'antic castell (la torre Manassès de Garlande) van ser classificades com a Monument Històric el 8 de setembre de 1988; el castell i les seves dependències són classificats a la "Base Mérimée" el 26 de gener de 2004.

Detalles del interior
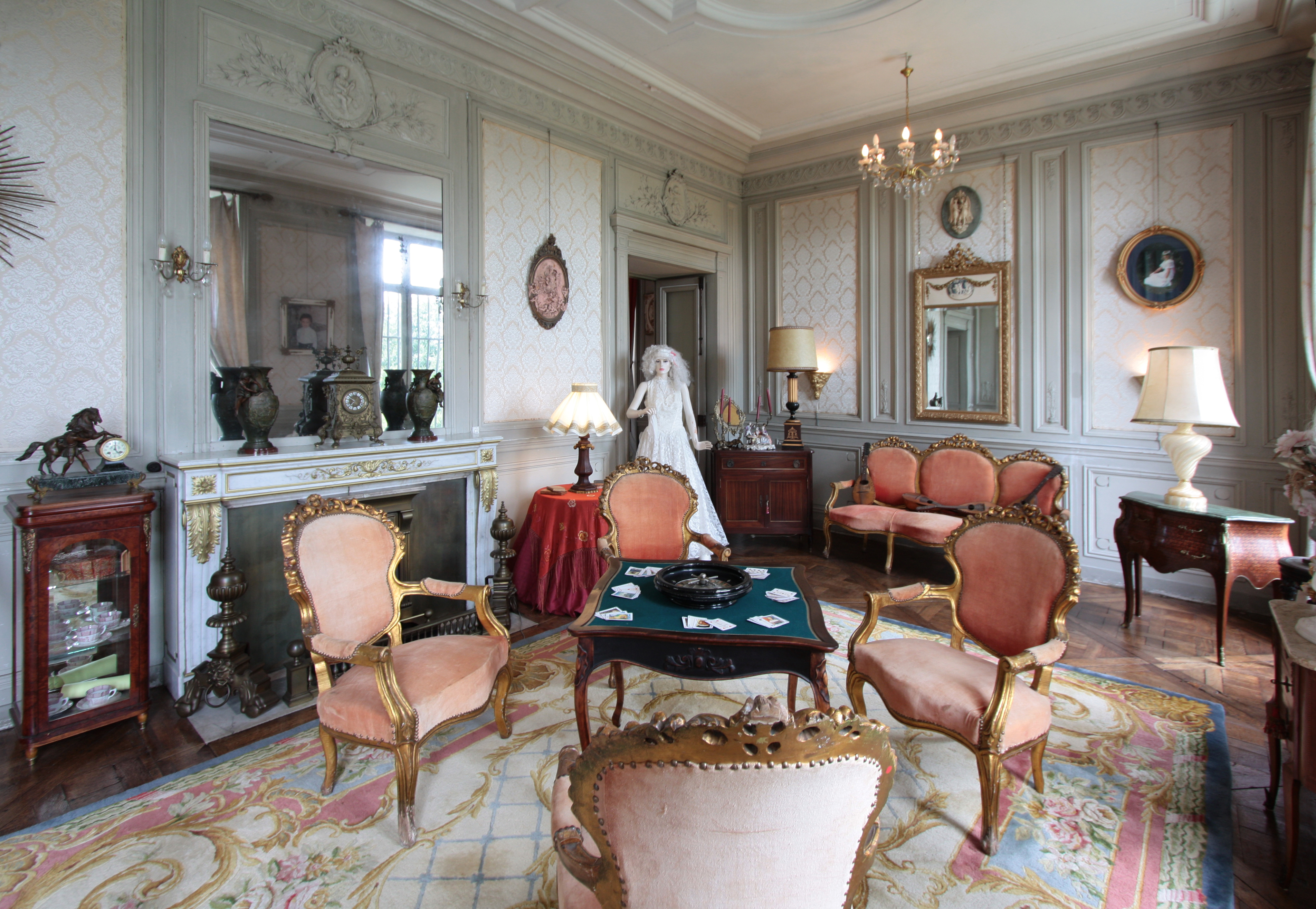
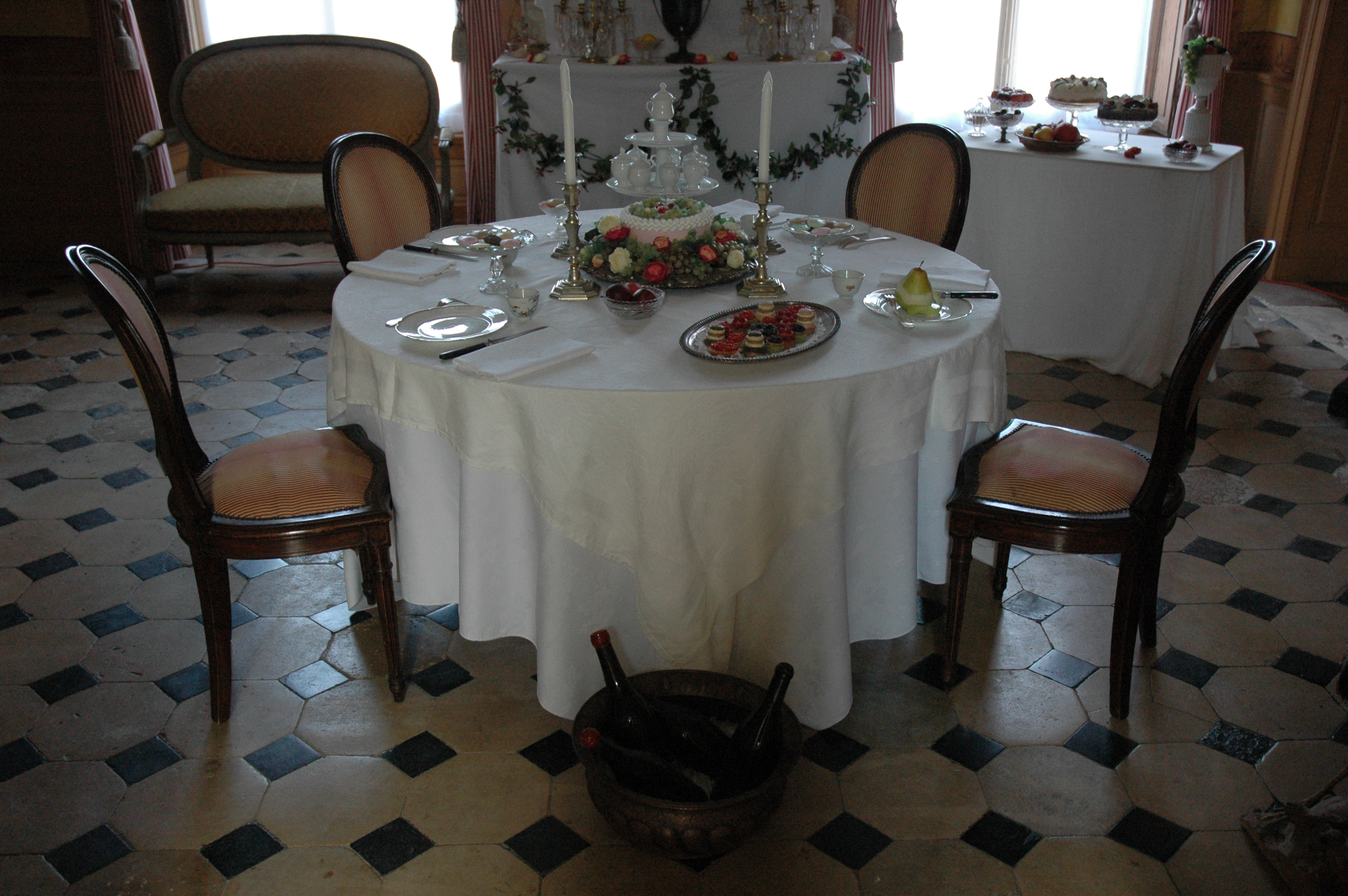
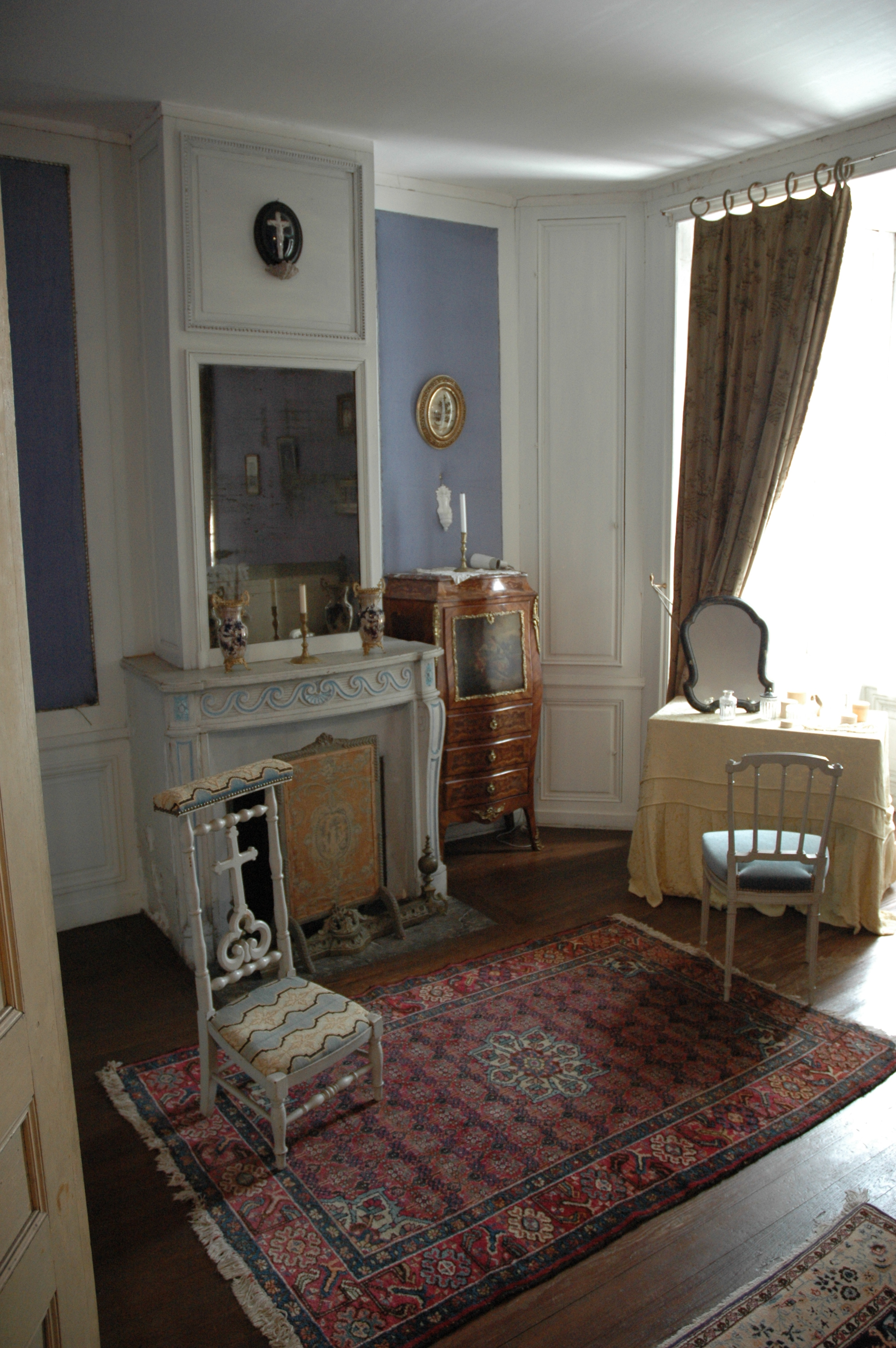
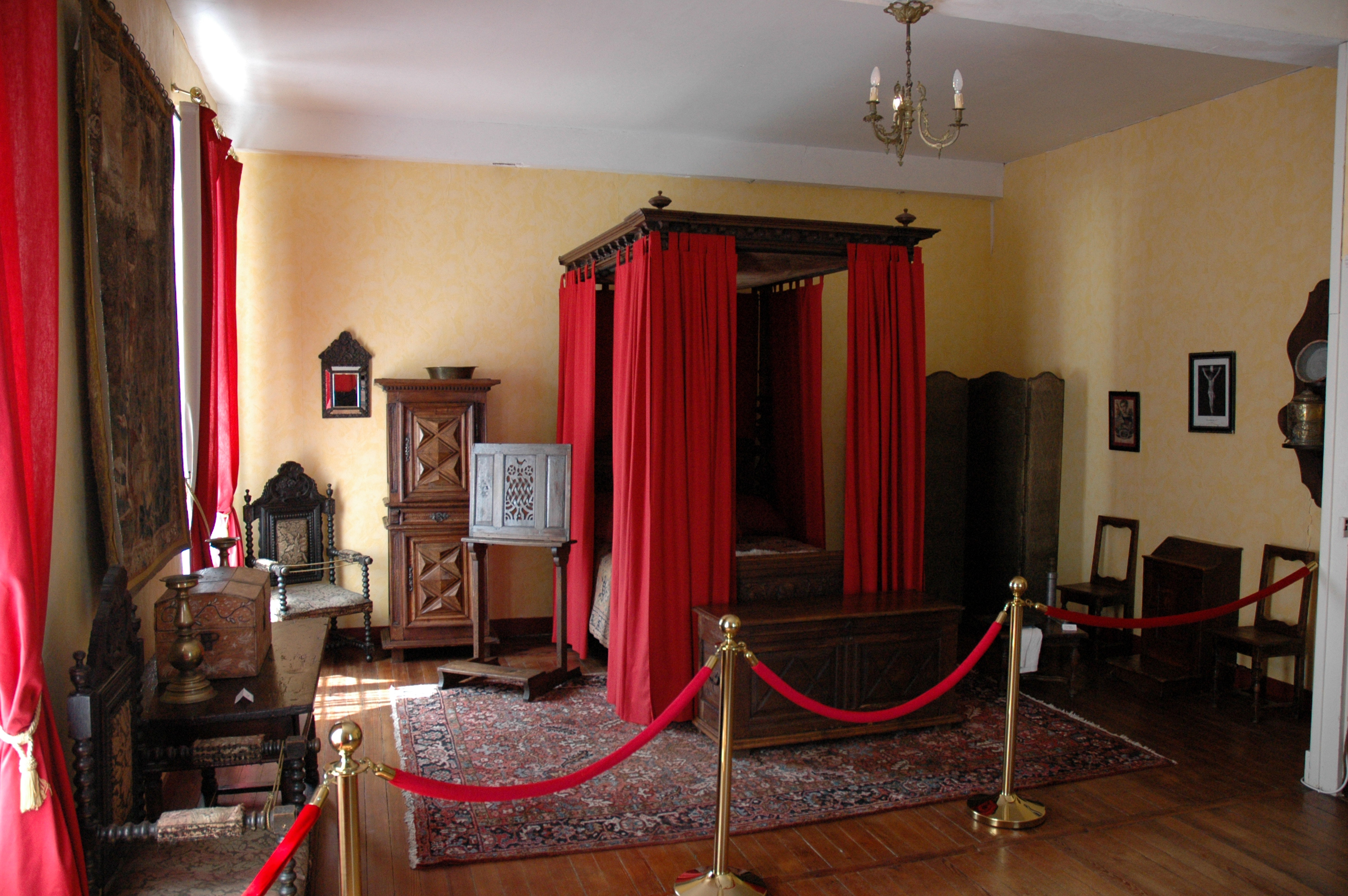
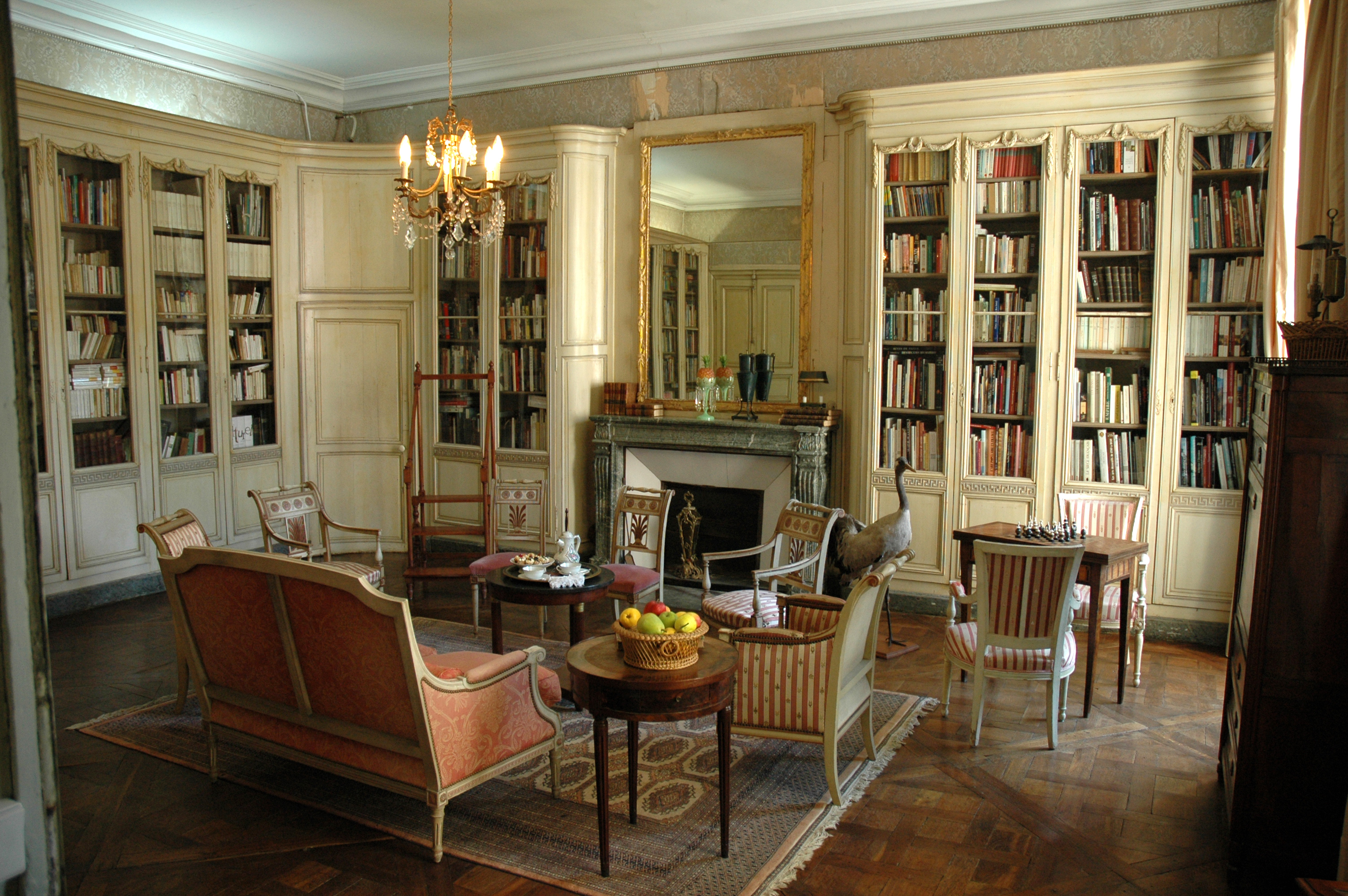

## Col·leccions del parc
El parc del castell en estil anglès, està situat en un pujol amb vista a la vall del riu Loira.
Les característiques del parc, inclouen arbres madurs en grans avingudes, amb gran abundància de til·lers.
El jardí es caracteritza per la presència de jaços de cultiu en forma de quadres on es conreen plantes de temporada.
En el sotabosc es pot observar narcís, ciclamens o safrans segons les estacions de l'any.